# Nieves Navarro
Nieves Navarro García (geboren op 11 november 1938 in Almería, Spanje) is een gepensioneerde Italiaanse actrice en mannequin uit Spanje. Navarro werkte veel in de Italiaanse cinema en verscheen naast acteurs zoals Totò en Lino Banfi in de jaren zestig en zeventig. Later nam ze na 1969 voor veel van haar producties de veramerikaniseerde artiestennaam Susan Scott over.
Navarro was ook een van de eerste vrouwelijke sterren van het spaghettiwestern-genre die haar speelfilmdebuut maakte in A Pistol voor Ringo en het vervolg The Return of Ringo samen met latere optredens in The Big Gundown (1966), Long Days of Vengeance (1967), Cloud of Dust... Cry of Death... Sartana Is Coming (1970) en Adiós, Sabata (1971). In 1972 trouwde ze met de Italiaanse regisseur en producent Luciano Ercoli, met in de hoofdrol in veel van zijn producties tot het begin van de jaren 1980, en was ze bekend om haar erotisch getinte rollen in giallo-films en commedia sexy all'italiana. Ze ging na 1983 met pensioen en maakte in 1989 haar twee laatste films. De afgelopen jaren keerde ze terug met haar man in haar geboorteland Spanje.

## Filmografie
- Totò of Arabia (1964)
- A Pistol voor Ringo (1965)
- The Return of Ringo (1965)
- The Big Gundown (1966)
- Long Days of Vengeance (1967)
- El Rojo (1967)
- A Wrong Way to Love (1969)
- The Boys Who Slaughter (1969)
- Cloud of Dust... Cry of Death... Sartana Is Coming (1970)
- The Forbidden Photos of a Lady Above Suspicion (1970)
- Adiós, Sabata (1970)
- Death Walks on High Heels (1971)
- Death Walks at Midnight (1972)
- All the Colors of the Dark (1972)
- Death Carries a Cane (1973)
- The Magnificent Dare Devil (1973)
- Black Emmanuelle, White Emmanuelle (1976)
- Emanuelle and the Last Cannibals (1977)
- Emanuelle e Lolita (1978)
- Orgasmo Nero (1980)
- La moglie in bianco... l'amante al pepe (1981)
- El fascista, doña Pura y el follón de la escultura (1983)
- Fiori di zucca (1989)